# Khadija Krimi
Khadija Krimi (sinh ngày 18 tháng 8 năm 1995) là một tay chèo người Tunisia. Cô và Nour El-Houda Ettaieb xếp thứ 20 trong nội dung hạng nhẹ mái chèo đôi nữ tại Thế vận hội mùa hè 2016.